# Anders Johan Larson

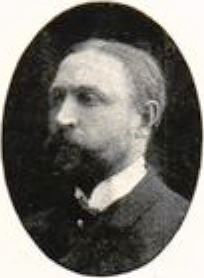
Anders Johan Larson.

Anders Johan Larson, känd som A.J. Larson, född 10 mars 1861 i Norrköping, död 16 februari 1938 i Gävle, var en svensk läkare. 
Larson blev student vid Uppsala universitet 1881, medicine kandidat vid Karolinska institutet i Stockholm 1886 och medicine licentiat där 1890. Han blev underläkare vid Katarina sjukhus i Stockholm samma år, var t.f. förste provinsialläkare i Blekinge län 1890–1897, förste provinsialläkare i Gävleborgs län 1897–1926 och provinsialläkare i Gävle distrikt 1897–1911. Han var läkare vid Gävle högre allmänna läroverk, borgarskolan och handelsinstitutet 1901–1931, vid högre flickskolan, dömstumskolan och sinnesslöanstalten Karlsberg i Gävle från 1901, vid seminariet i Hagaström från 1906 och vid Valbo epidemisjukhus från 1907.
Larson var ordförande i 1905 års kommitté för ordnande av epidemisjukvården i Gävleborgs län, ombud för Sverige vid 12:e internationella kongressen för bostadshygien i Genève 1906, sakkunnig hos Medicinalstyrelsen för omarbetning av föreskrifterna för skyddskoppympningen 1909–1913, medlem av 1916–1921 års provinsialläkaredistriktskommitté, t.f. byråchef i Medicinalstyrelsen vid skilda tillfällen 1916–1919, sakkunnig för granskning av förslag till allmän sjukförsäkring 1920 och sakkunnig år 1902 löneregleringskommitté vid utarbetandet av förslag till lönereglering för förste provinsialläkare och provinsialläkare 1923. 
Larson var sekreterare i Gävleborgs läns förening mot tuberkulos från 1904, ordförande i länets epideminämnd från 1906 och i barnmorskestyrelsen 1919–1927, ordförande i byggnadskommittén för uppförandet av tuberkulossanatoriet vid Mohed 1910–1914, ordförande i styrelsen för Moheds barnhem för icke tuberkulösa barn från 1914, ordförande i åtskilliga kommittéer tillsatta av Gävleborgs läns landsting för ordnandet inom länet av bland annat lasaretts-, epidemi- och tuberkulossjukvården samt sjuksköterskeväsendet samt vice ordförande i styrelsen för Svenska Röda Korsets 13:e distrikt från distriktsföreningens tillkomst till 1930.
Larson var ordförande i Svenska provinsialläkareföreningen 1911–1924 och i 1:e provinsialläkareföreningen 1919–1928, ledamot av fullmäktige för Sveriges läkarförbund 1916–1930 och ordförande i Gästriklands läkareförening 1902–1905. Han var ledamot av stadsfullmäktige i Gävle 1901–1909.